# Nissan Elgrand
Nissan Elgrand – luksusowy samochód osobowy typu van produkowany przez japońską firmę Nissan od 1997 roku jako następca modelu Homy.
Pierwsza generacja modelu (E50) produkowana była od maja 1997 do maja 2002. Dostępne były dwa silniki wysokoprężne o pojemności 3,0 oraz 3,2 litra, oraz benzynowe o pojemności 3,3 i 3,5 litra. Napęd przenoszony był poprzez 4-biegową automatyczną skrzynię biegów na tylną oś bądź na obie. Na terenie Japonii samochód sprzedawany był także pod nazwą Isuzu Filly.
Druga generacja (E51) trafiła na rynek pod koniec 2002 roku. Napęd stanowiły silniki V6 2.5 oraz 3.5, model wyposażono w nową 5-biegową skrzynię automatyczną. Napęd przenoszony był na oś tylną lub obie osie. W porównaniu z E50 zwiększono rozstaw osi oraz gabaryty nadwozia. Model E51 bazuje na zmodyfikowanej wersji platformy FM Nissana znanej między innymi z Infiniti G35 i Nissana 370Z. Pod koniec 2004 roku samochód przeszedł facelifting obejmujący zmiany wyglądu przedniej i tylnej części nadwozia oraz kosmetycznych zmian we wnętrzu, drugi niewielki facelifting nastąpił w 2007. Produkcję E51 zakończono w 2010 roku.

Trzecia generacja (E52) trafiła do produkcji z końcem 2010 roku. Trzecia generacja dzieli płytę podłogową i dużo innych elementów z modelem Quest Napęd jest przenoszony na przednią oś lub opcjonalnie na cztery koła. W modelu E52 są dostępne 2 silniki, czterocylindrowa jednostka QR25DE o pojemności skokowej 2488 cc lub znany też z poprzednich generacji VQ35DE o pojemności 3498 cc. Model E52 jest dostępny wyłącznie ze skrzynią biegów CVT.

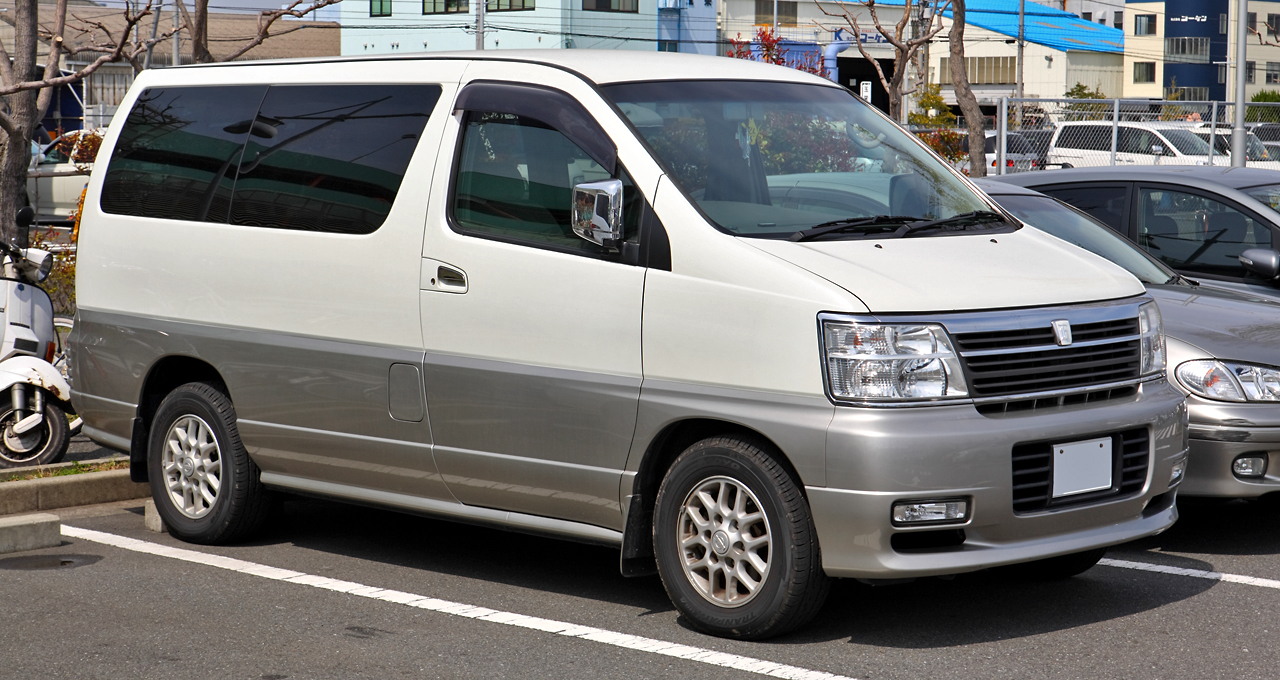
Elgrand E50
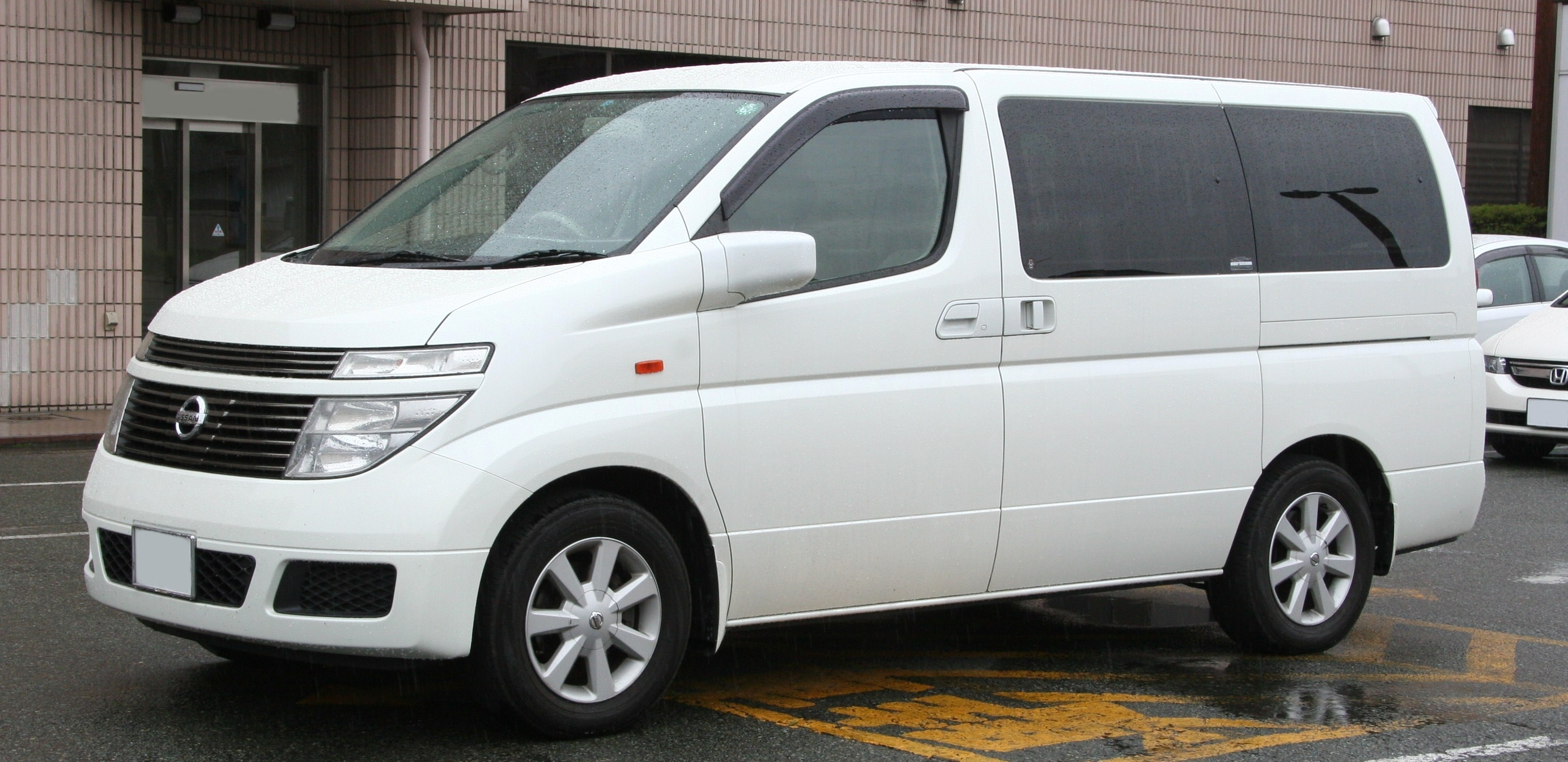
Elgrand E51
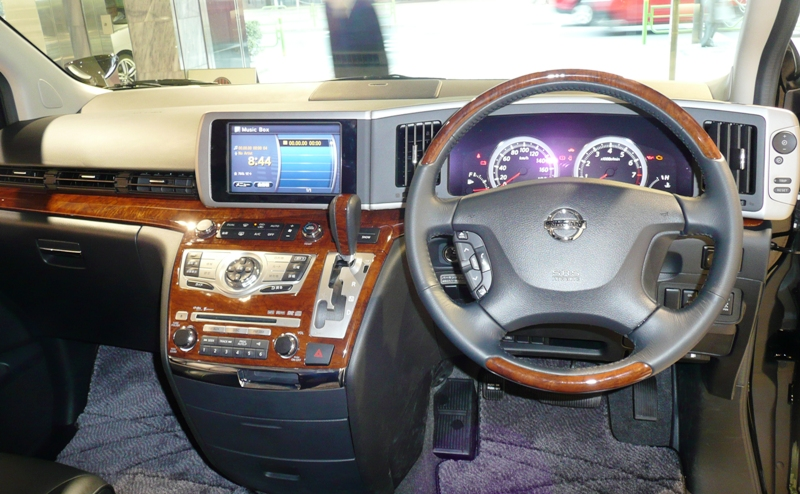
Elgrand E51 - kokpit
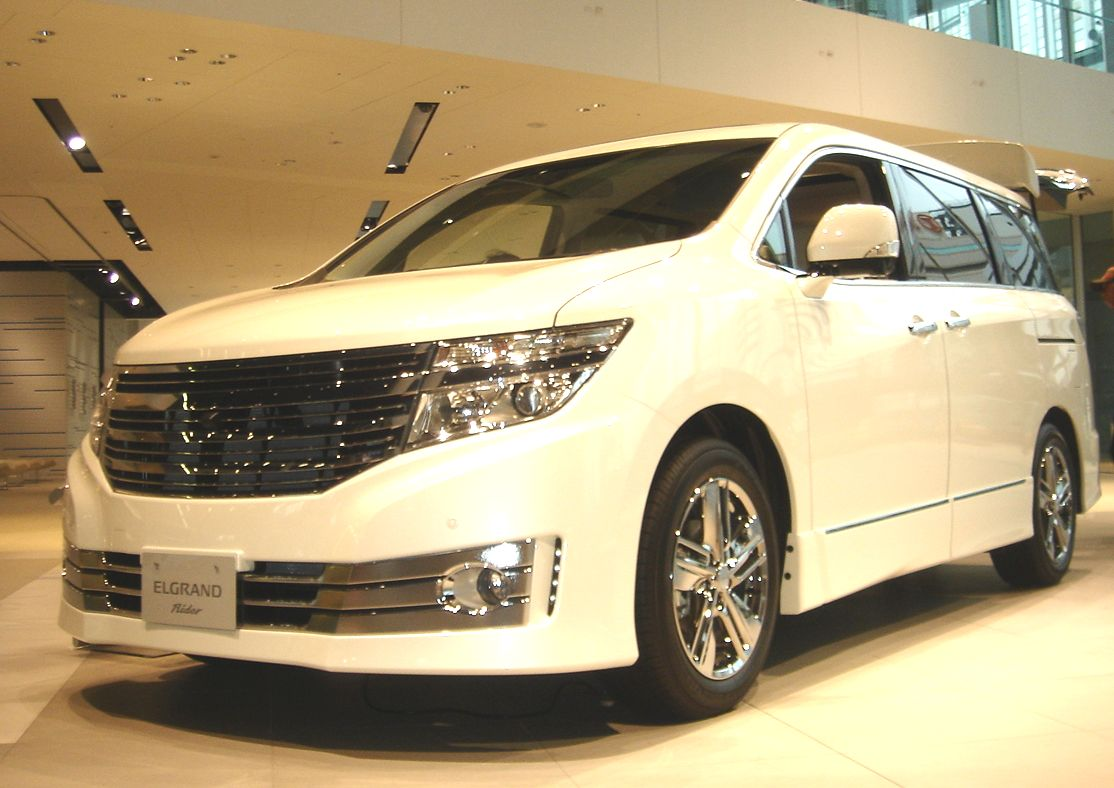
Elgrand E52

## Dane techniczne
| Wersja                      | Silnik:                         | Układ zasilania:         | Średnica × skok tłoka:   | St. sprężania:           | Moc maksymalna:                    | Maks. moment obrotowy      |
| Silniki benzynowe (E50):    | Silniki benzynowe (E50):        | Silniki benzynowe (E50): | Silniki benzynowe (E50): | Silniki benzynowe (E50): | Silniki benzynowe (E50):           | Silniki benzynowe (E50):   |
| --------------------------- | ------------------------------- | ------------------------ | ------------------------ | ------------------------ | ---------------------------------- | -------------------------- |
| V6 3.3 VG33E                | V6 3,3 l (3274 cm³), DOHC       | wtrysk                   | 91,50 mm × 83,00 mm      | 8,9:1                    | 170 KM (125 kW) przy 4800 obr./min | 266 N•m przy 2800 obr./min |
| Silniki wysokoprężne (E50): |                                 |                          |                          |                          |                                    |                            |
| R4 3.2 QD32ETI              | R4 3,2 l (3153 cm³), OHV, turbo | wtrysk                   | 99,20 mm × 102,00 mm     | 22,0:1                   | 150 KM (110 kW) przy 3600 obr./min | 333 N•m przy 2000 obr./min |